# Alireza Ghorbani
Pour les articles homonymes, voir Ghorbani.
Œuvres principales
Eshtiagh (2002), Calligraphies vocales, l’art du chant classique persan (2005), Sarv-E-Ravan (2009), Ivresse / Le Sâcre de Khayyam (2011) …
Répertoire
Farhad Fakhreddini, Ali ghamsari, Majid Derakhshani, Sadegh Cheraghi, Rûmî,
Scènes principales
Concert d'adieux au compositeur Ali Tajvidi (2006), concert à l'Alhambra (2011)
Alireza Ghorbani (en persan علیرضا قربانی), ou Ali Reza Ghorbani, né le 4 février 1973 (15 bahman 1351 du Calendrier persan) à Téhéran (Iran), est un chanteur, musicien multi-instrumentiste de musique traditionnelle persane (iranienne). Depuis 1999, il est aussi le vocaliste soliste de l'orchestre national d’Iran, petite formation musicale traditionnelle iranienne composée de quatre musiciens.

## Biographie
AliReza Ghorbani naît en 1973 à Téhéran, (iran) dans une famille religieuse coranique. Très jeune, il découvre la musique persane classique en écoutant à la radio iranienne le chanteur Gholam-Hossein Banan (en persan: غلامحسين بنان), grand maître du chant persan qui décèdera en 1986.
En dépit de son jeune âge et de la complexité de cette forme d'expression vocale, propre à la tradition persane, ottomane et arabe, il apprend à maîtriser sa prosodie, sa cantillation (amplification de la parole, entre la récitation uniforme et la psalmodie) et les techniques de l’éclat des tahrir (« coups de glotte »). Transmis par tradition orale, cet art subtil du chant est à la fois sensuel et empreint de mysticisme : sa recherche personnelle va rapidement imposer son talent d'interprétation de premier ordre d'abord reconnu en Iran, puis en France et maintenant plusieurs pays du monde arabophones ou non.
Il commence par se consacrer totalement à cet art et débute sa jeune carrière en récitant un livre du Coran. Il suit ensuite les cours de l'Académie de musique de Téhéran, puis il entre au Conservatoire de musique de Téhéran pendant quatre ans où il apprend le târ, le setâr et enfin le ney.
En 1984, Alireza Ghorbani encore adolescent est fasciné par une compilation de poèmes persans et de musique iranienne à laquelle ont collaboré ses professeurs et les personnes qui croient déjà en son possible talent : M. Khosro Soltani, M. Behrooz Abedini, M. Mahdi Fallah, Dr. Hussein Omoumi, Ahmad Ebrahimi et aussi Razavi Sarvestani. Mohammad Reza Shadjarian devient dès lors un modèle unique auquel il aspire secrètement à succéder.
Pendant les heures sombres des guerres d'Iran et du conservatisme religieux, Alireza Ghorbani, jeune homme, sera cependant influencé par une conduite patriotique qui sera déterminante dans sa passion pour cette musique traditionnelle persane. Selon des extraits de liner-notes d'albums très documentés de Caroline Bourgine (Radio France Culture), « il était connu en ces temps-là pour être populairement un «battlefront musician» »  que l'on traduit par «un musicien qui donne du courage sur les champs de bataille».
À partir de 1999, âgé de 27 ans, il devient le vocaliste soliste de l'orchestre national d’Iran, petite formation musicale traditionnelle iranienne de quatre musiciens et donne de nombreux concerts en Iran, ainsi que dans des pays voisins.
Parallèlement à ce début de carrière, il entame une nouvelle et étroite collaboration avec le compositeur Farhad Fakhreddini. Les interprétations de titres de bandes originales de programme et de série TV tel que Kife Englisi, Shabe Dahom, Tenth Night, achèvent ainsi de le révéler au grand public iranien à partir de l'année 2000.  Et on le retrouve logiquement au chant en 2002, sur le premier album Eshtiagh de l'orchestre national iranien et Alireza Ghorbani, composé aussi par Farhad Fakhreddini.
Considéré comme l'un des grands musiciens chanteurs montants de l'Iran moderne, il a été repéré, en France, d'abord par ses titres sur des compilations persanes, puis la maison de disques Accords Croisés publie l'album du trio persan Djamchid Chemirani, Alireza Ghorbani, Daryoush Tala’i Calligraphies vocales, l’art du chant classique persan (Accords Croisés AC107) sur lequel il joue et chante. Ce disque, très remarqué par la critique et les médias français, est récompensé à deux reprises : Coup de cœur Musique du monde 2005 et Prix Inhonorem 2005 de l'Académie Charles-Cros qui consacre la carrière musicale du percussionniste iranien Djamchid Chemirani.
Il commence alors, à cette époque, à se produire en France, principalement, mais aussi en Europe et toujours dans d'autres contrées du monde.
En 2006, il est choisi avec sa formation, l'orchestre national d’Iran, pour interpréter les compositions de Ali Tajvidi (1919-2006) lors d'un concert d'hommage aux qualités de violoniste et compositeur qui rendirent celui-ci célèbre. Cet évènement musical eut lieu 40 jours après le décès de ce dernier. Ali Tajvidi est une célébrité nationale adulée par le peuple iranien, il y avait donc un réel enjeu et défi artistique dans cette demande d'interprétation cérémoniale qu'il a relevé avec succès.
Ses expériences musicales avec Farhad Fakhredini et Ali Tajvidi lui ouvrent bientôt de nouveaux horizons : il trouve une nouvelle inspiration de musique et de chant dans les compositions de Majid Derakhshani et surtout Sadegh Cheraghi, compositeur et chef d'orchestre de l'Eal Music Ensemble. Ils travailleront ensemble sur trois albums à partir de 2006.
De retour en Iran, Alireza Ghorbani réunit un Persian String Quartet très inspiré en 2009, pour l'enregistrement de l'album Sarv-E-Ravan composé en majeure partie de titres de tasnif du compositeur Ali ghamsari. S'ensuit, toujours cette même année, la parution d'un nouvel album Kamkar poem symphonie autour d'œuvres de Hooshang Kamkar qui contient Symphony of Molana, titre apprécié des critiques et du public, qui connait un large succès d'estime. Cette année riche verra encore la publication des disques compacts Ghaf-E-Eshgh et Homayoun Khorram: Rosvay-E-Zamaneh.
L'année 2010 marque son retour en France, cette fois pour un nouvel album Les chants brûlés : Hommage au poète persan du XIIIe siècle Rûmî (Accords Croisés AC 122). Il choisit de mettre en musique des textes poétiques de Djalâl ad-Dîn Rûmî et reste fidèle à ce label  Accords Croisés qui a su l'accueillir et faire découvrir sa musique à travers le monde. Hamid Reza Khabbazi (târ), Shervin Mohajer (kamancheh), Saman Samimi (kamancheh), Rashid Kakavand (tonbak et daf), Eshagh Chegini (ney), musiciens issus de la jeune génération montante de la musique iranienne l'accompagnent pour mettre en musique ces titres où le chant inspiré mêle les notes à la foi. En France, l'album est sélectionné pour le Coup de cœur Musique du monde 2010 de l'Académie Charles-Cros.
Il enregistre en 2011, les pièces musicales Ivresse / Le Sâcre de Khayyam (Accords Croisés AC 142) composées par Ali Ghamsary avec la chanteuse tunisienne Dorsaf Hamdani (chant), et les musiciens Ali Ghamsary (tar), Sofiane Negra (oud), Sohrab Pournazeri (kamantche), Keyvan Chemirani et les percussionnistes Hussein Zahawy et Farouk Ben Hassine Bey. Ce spectacle concert commence à se produire sur de nombreuses scènes dans une tournée européenne dont plusieurs dates en France et un concert au Maroc. En France, l'album est sélectionné pour le Coup de cœur Musique du monde 2011 de l'Académie Charles-Cros.
Ses qualités vocales développées autour du chant persan, mesuré ou non-mesuré (radif ou tasnif) et de la musique traditionnelle iranienne valent à Alireza Ghorbani d'être considéré comme le successeur du maître incontesté du chant classique persan : Mohammad Reza Shadjarian .

## Discographie
NB: Comme indiqué sur les disques européens, le compositeur de l'album précède l'intitulé du CD. Concernant le label de publication, la mention CD? indique que le nom de l'éditeur en calligraphie arabe n'a pu être traduit pour l'instant en calligraphie latine.

### Bandes originales de programmes et séries télévisées
- 2000: Farhad Fakhreddini: Kife Englisi (bande originale de programme télévisé) ∫ CD?
- 2002: Farhad Fakhreddini: Shabe Dahom (bande originale de programme télévisé) ∫ CD سروش
- 20??: Fardin Khalatbari: Tenth Night (bande originale de série télévisée)[8]

Rééditions digitales
- - 2010: Shab-e-Dahom - (musique de la série iranienne  10th Night)  ∫ CD Soroush Media
  - 2011: Kif-e-Engelisi - (musique du film iranien The English Bag)  ∫ CD Soroush Media

### Enregistrements publiés en album CD
- Alireza Ghorbani & Farhad Fakhreddini
  - 2003: Farhad Fakhreddini : Eshtiagh[9]  ∫ CD سروش  no 197
- Alireza Ghorbani & Ostad Majid Derakhshani
  - 2006: Ostad Majid Derakhshani: Fasl Baran / Fasl-E-Baran[10]  ∫ CD سروش
- Alireza Ghorbani & l'Ensemble Irani sous la direction de Pejman Taheri
  - 2007: Pejman Taheri: Sogaran Khamoosh / Quiet Mournfuls[11]  ∫ CD Barbad Music BAR299
- Alireza Ghorbani & l'Eal Music Ensemble sous la direction de Sadegh Cheraghi
  - 2006: Sadegh Cheraghi : az khesht va khak / From Mud And Sail : In Memory Of The Iranian Poet Hakim Abolghasem Ferdousi[12]  - Poèmes mis en musique par Sadegh Cheraghi ∫ CD آوای باربد
  - 2008: Sadegh Cheraghi :  Rooy Dar Aftab / Face to face with the sun  ∫  2 CD ?
- Alireza Ghorbani & Persian String Quartette with Ali ghamsari
  - 2009: Ali ghamsari: Sarv-E-Ravan (Persian String Quartet) ∫ CD آوای نوین
- Alireza Ghorbani & Mahyar Alizadeh
  - 2012: Harighe Khazan ∫ CD Barbad Records Inc.
- Alireza Ghorbani, Majid Derakhshani et Khorchild ensemble
  - 2011: Harighe Khazan ∫ CD   Souroush Media Inc.
- Alireza Ghorbani et Eshtiagh Ensemble
  - 2009: Ghaf-E-Eshgh[13]  ∫ CD سروش
  - 2011: Ghaf-e-Eshgh (Iranian Classical Music) ∫ CD   Souroush Media Inc.
- Alireza Ghorbani
  - 2007: Sugvaran-e Khamush (= "Quiet Mournfuls")  ∫ CD Barbad Records Inc.
  - 2009: Hooshang Kamkar: Kamkar poem symphonies  ∫ CD ? Album composé par Hooshang Kamkar.
  - 2009: Homayoun Khorram: Rosvay-E-Zamaneh  ∫ CD آوای باربد  / CD Barbad Records Inc. Album composé par Homayoun Khorram.
  - 2014: Raftam-O Bar-E Safar Bastam ∫ CD Barbad Records Inc.
  - 2015: Man Ashegh-E Chashmat Shodam ∫ CD Barbad Records Inc.
  - 2016: Dokht-E Parivar ("Fairy like girl" // (fa) دخت پری‌وار) ∫ CD Ahang e Eshtiaq Cultural & Artistic Int. Collection "noghra" Album composé par Mahyar Alizadeh.
  - 2017: Blaze ∫ CD Ahang e Eshtiaq Cultural & Artistic Int. Album composé par Saman Samimi.
- Alireza Ghorbani et Pournazeris
  - 2015: Raindrops[14]  ∫ CD Mystic World Music / Mystic World - 889211366651

### Autres participations à des enregistrements
- Pour Ostad Majid Derakhshani & Hesam Inanlou
  - 2010 : Sobh-e Omid ∫ CD Avakhorshid

### Discographie française
- 2004 : La Route musicale de la soie (compilation)  ∫  CD Accords Croisés AC 102.03 / Harmonia Mundi
- 2004 : Le Rythme de la Parole avec Keyvan Chemirani et les grandes voix du monde (compilation)  ∫  CD Accords Croisés AC 104 / Harmonia Mundi
- 2004 : Calligraphies vocales: L'Art du Chant Classique Persan // The art of classical persian song   ∫  CD Accords Croisés AC 107 / Harmonia Mundi
- 2010 : Les chants brûlés: Hommage au poète persan du XIIIe siècle Rûmî[15]  ∫  CD Accords Croisés AC 122 / Harmonia Mundi
- 2011 : Ivresse / Le Sâcre de Khayyam[16],[17] avec Ali Reza Ghorbani et Dorsaf Hamdani (chant), Ali Ghamsary (composition & târ), Sofiane Negra (oud), Sohrab Pournazeri (Kamancheh), Keyvan Chemirani et Hussein Zahawy (percussions) ∫ CD Accords Croisés AC 142 / Harmonia Mundi - You Tube
- 2015 : Éperdument... Chants d'amour persans ∫ CD Accords Croisés – AC 160 / Harmonia Mundi

- Avec Djamchid Chemirani, percussionniste iranien[18],[19] et Daryoush Tala’i.
  - 2005 : Calligraphies vocales, l’art du chant classique persan[20]  ∫ CD Accords Croisés AC107 / Harmonia Mundi[21]

### Enregistrements publiés en DVD ou télédiffusés
- Alireza Ghorbani, Dorsaf Hamdani et Ali Ghamsari
  - 2010 : Koncert Robayiat Khayyam   ∫ Captage Vidéo DVD ?